# Etzenraderhuuske
Etzenraderhuuske, ook wel het Huisken of, onterecht, kasteel Etzenrade genoemd, is een oude boerderij uit 1710 in de buurtschap Etzenrade in de Nederlandse provincie Limburg.
Het Etzenraderhuuske dient te worden onderscheiden van de Etzenraderhof, een ander pand in de buurtschap.

## Geschiedenis

### Etzenraderhuuske
De benaming "kasteel Etzenrade" voor het Etzenraderhuuske is niet juist. Het Etzenraderhuuske is de kasteelhoeve van het voormalig kasteel dat waarschijnlijk reeds voor de 18e eeuw is afgebroken.
Het kasteel stond aan de voet van het Plateau van Doenrade. In een moerassig gebied iets noordelijker stroomt de Roode Beek, die de grens met Duitsland vormt en die de Etzenrather Mühle aandrijft.
De op 1710 gedateerde gevelsteen van het Etzenraderhuuske suggereert dat kort voor die tijd het kasteel en de kasteelhoeve door brand of op andere wijze zijn verwoest. Alleen de hoeve zou daarna grondig zijn gerenoveerd.
Het Etzenraderhuuske is opgetrokken uit bakstenen om een binnenhof. Het pand heeft een hoge ingang met een klokgevel.
Tegenwoordig is het Etzenraderhuuske een rijksmonument en wordt het gebruikt als woonhuis en beeldhouwatelier.

### Kasteel Etzenrade
In de 13e eeuw werd kasteel Etzenrade reeds genoemd als een leen van Valkenburg. In 1299 werd door Dirk van Einighausen een kapel gesticht, wat erop wijst dat het kasteel reeds enige betekenis had.
Van de bouwgeschiedenis van het kasteel is weinig bekend. Het laatste deel van de kasteelruïne zijn rond 1880, zonder nader onderzoek, opgeruimd.
De kasteelruïne lag in 1840 ten noorden van de U-vormige bouwhoeve binnen een rechthoekige omgrachting. Aan de noordzijde van de omgrachte hoofdburcht lag een veel groter, omgracht eiland, dat als tuin in gebruik zal zijn geweest. De bouwhoeve was in het begin van de 19e eeuw niet meer omgracht. Aan de noord- en de westzijde was een dubbele gracht met daartussen een singel of wal.

## Galerij

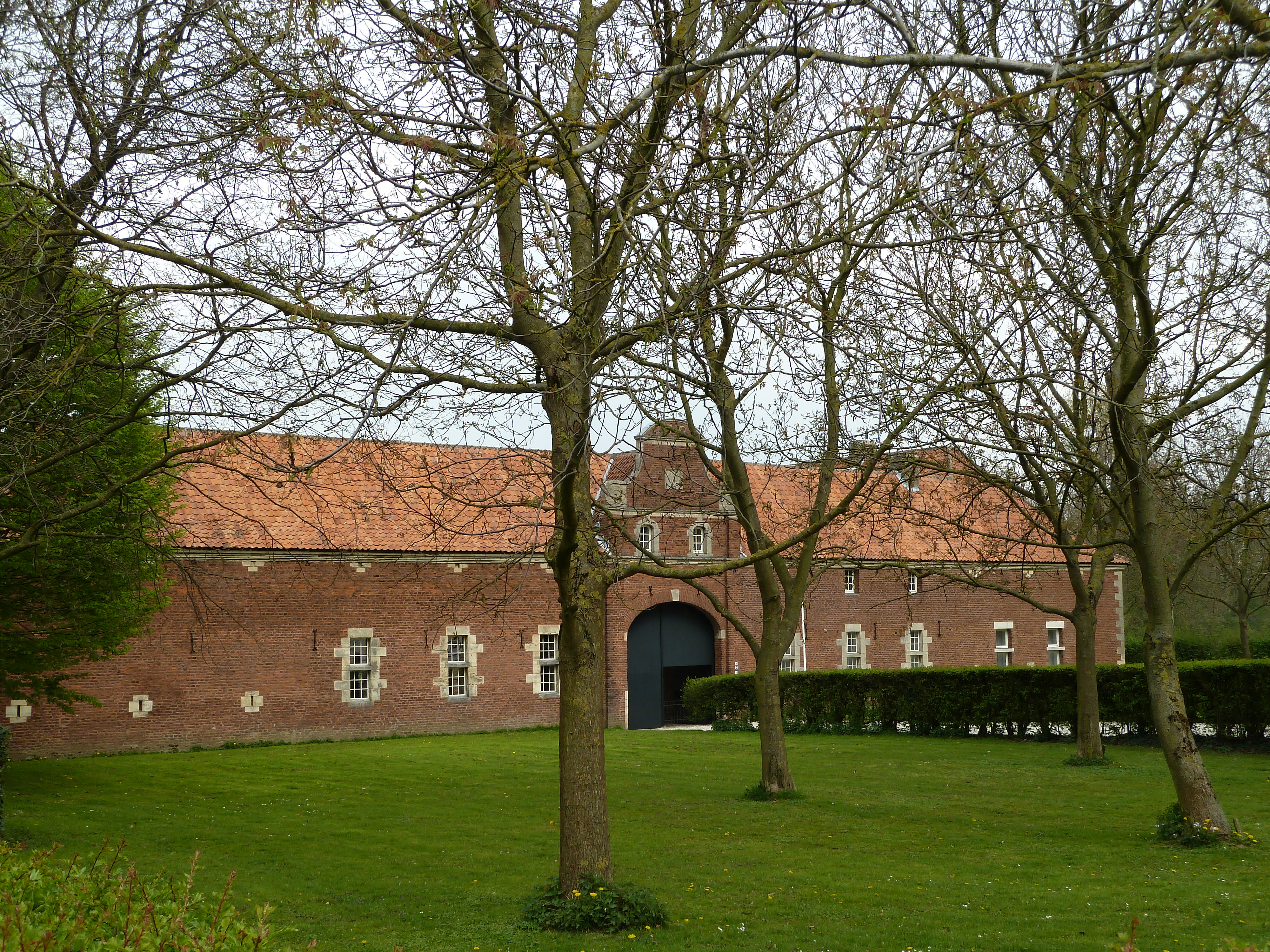
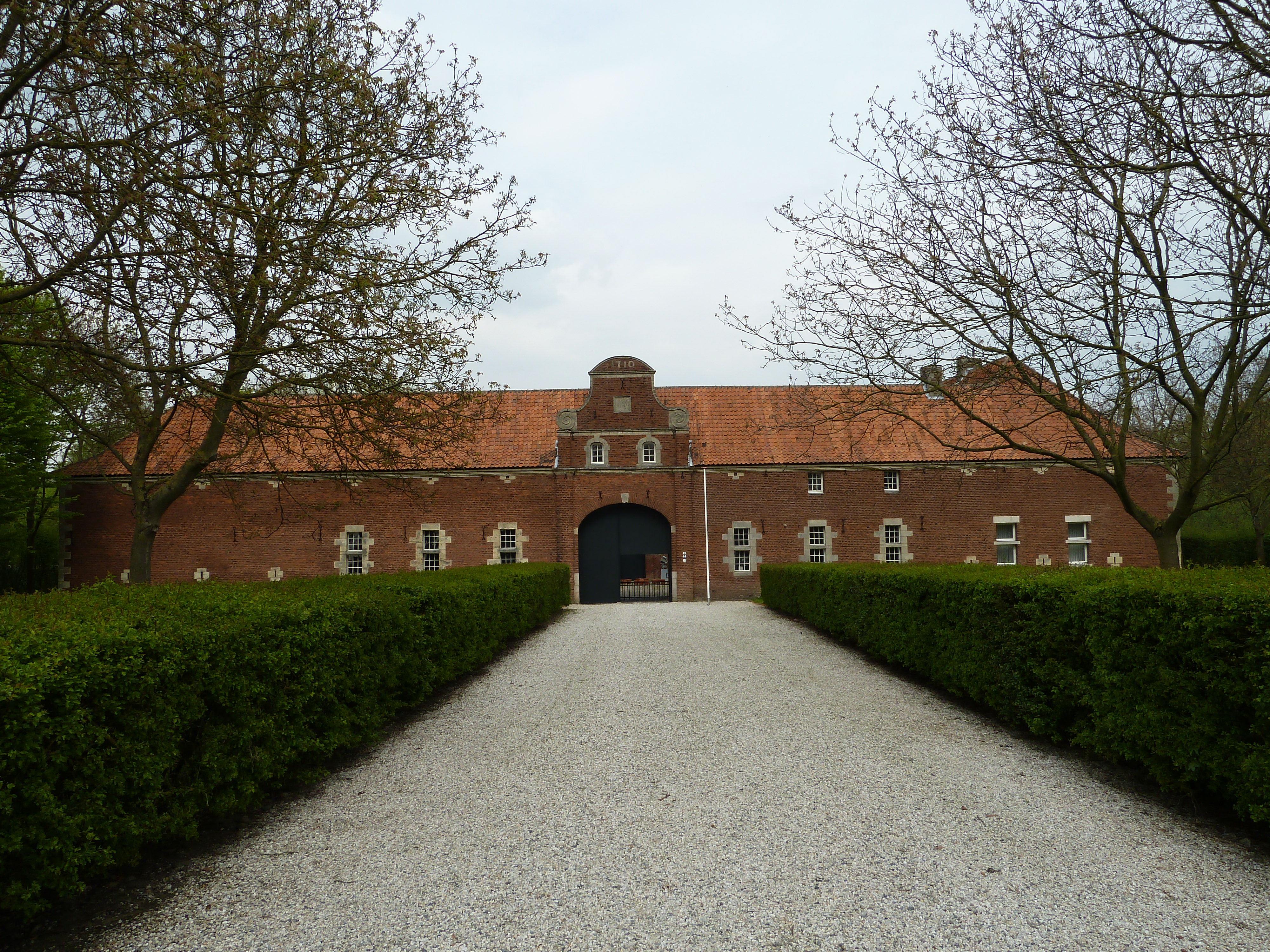

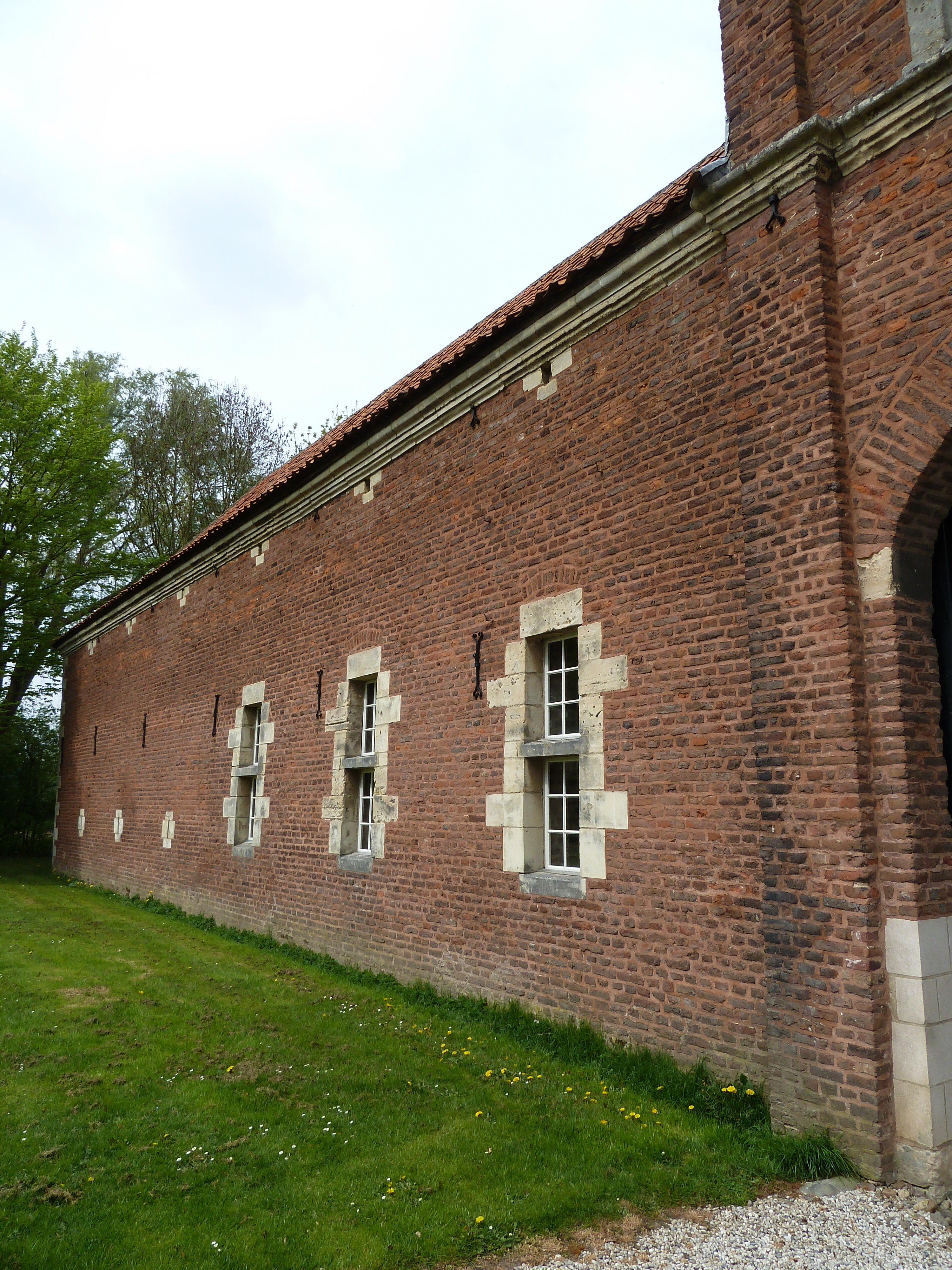
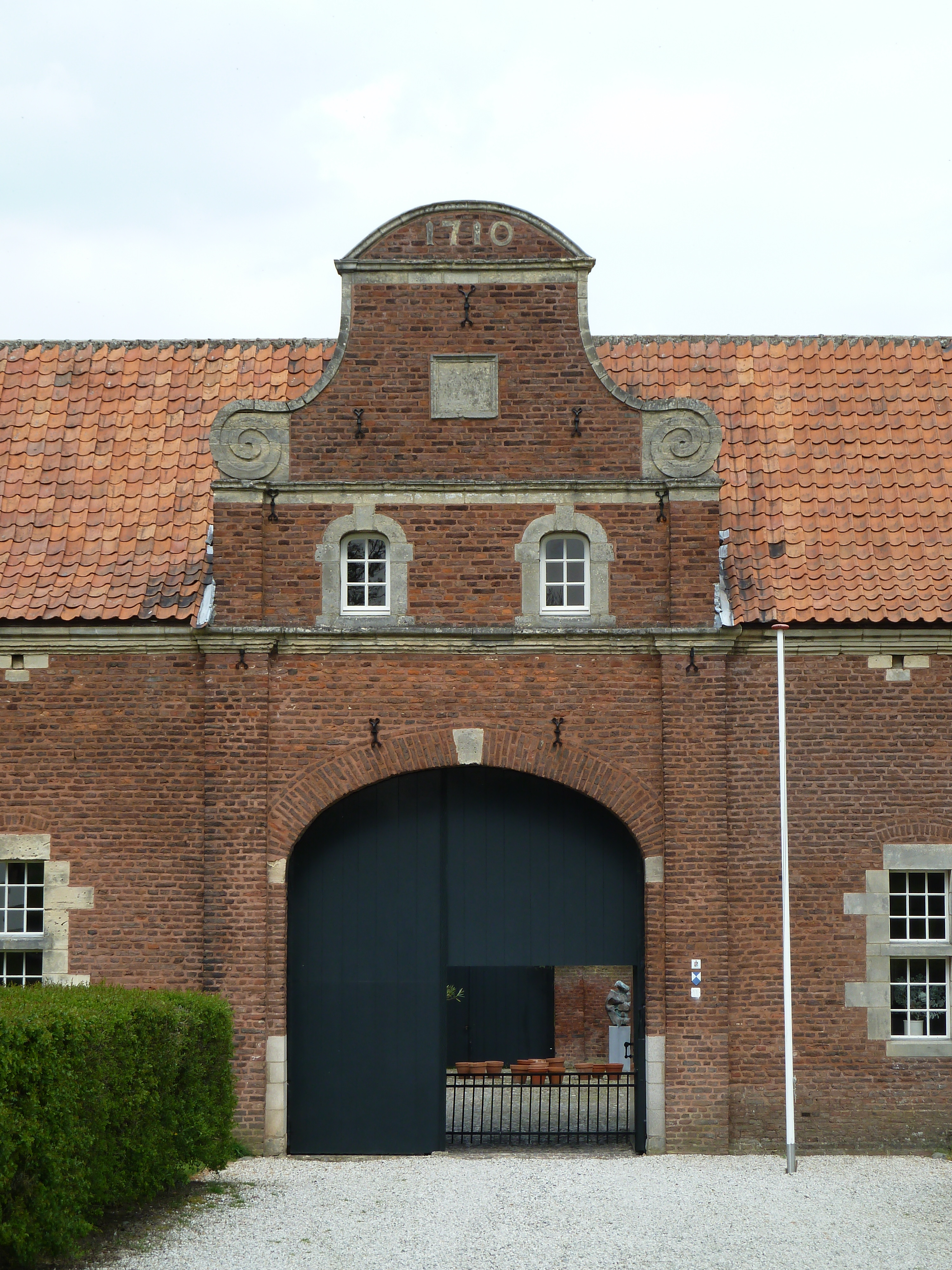
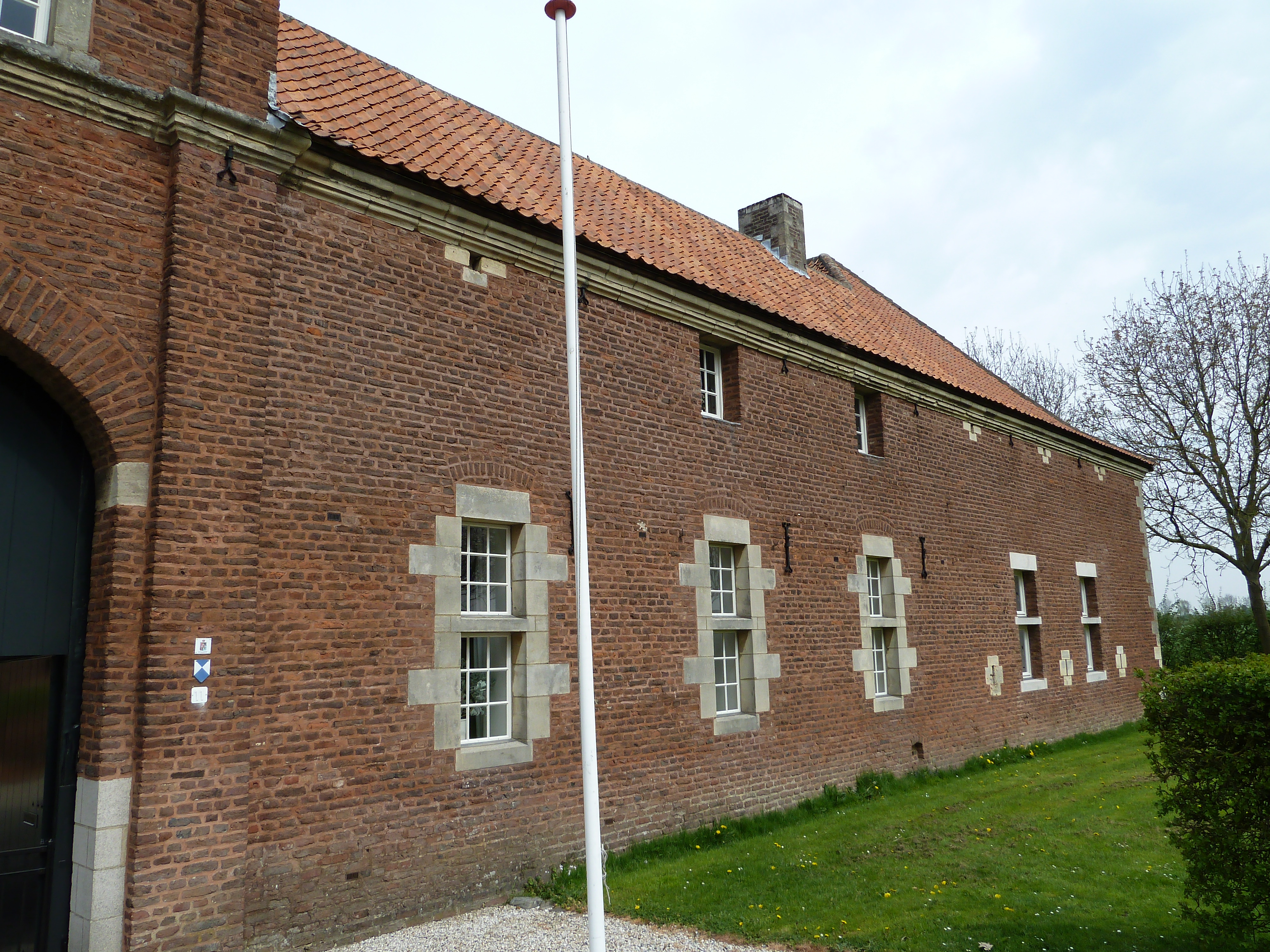